# Grupa aldehydowa
Grupa aldehydowa – jednowartościowa grupa funkcyjna o wzorze −CHO, zbudowana z grupy karbonylowej, której atom węgla jest bezpośrednio związany z atomem wodoru. Grupa ta jest charakterystyczną grupą aldehydów i aldoz.
Jest to grupa silnie polarna, przy czym częściowy ładunek ujemny znajduje się na atomie tlenu, zaś dodatni na węglu. Powoduje to dużą reaktywność aldehydów w reakcji addycji nukleofilowej. Grupa aldehydowa jest płaska (trygonalna), co zwiększa podatność na atak nukleofila. Przyłączenie nukleofila do karbonylowego atomu węgla powoduje przejście z płaskiego układu trygonalnego do układu tetraedrycznego. Aldehydy są bardziej reaktywne od ketonów w analogicznej reakcji ze względu na mniejszą zawadę przestrzenną reaktywnego węgla.
Najbardziej reaktywny jest formaldehyd, który zawiera dwa atomy wodoru przy atomie węgla. Wygodniejszymi w syntezie analogami formaldehydu są paraform i trioksan. Dużą reaktywnością odznaczają się również bardziej złożone związki, w których efekt elektronowy sumuje się, jak np. w cząsteczkach acetylooctanu etylu lub diacetonu. Tu jednak wykorzystuje się częściej w syntezie organicznej fakt, iż związki te mają mocno kwaśne protony przy węglach alfa.